# Estadio Municipal Guillermo Guzmán Díaz
El Estadio Municipal Guillermo Guzmán Díaz es el principal estadio de fútbol de Rengo, Chile. Se inauguró en los años 1960 y cuenta con una capacidad de casi 3 mil asientos. Recibió su nombre en honor a Guillermo Guzmán Díaz, futbolista local que llegó a ser seleccionado nacional en 1911 y que fundó la Asociación de Fútbol de Rengo el 15 de agosto de 1923.
Fue usado durante la realización de la Copa Mundial de Fútbol de 1962, donde Rengo fue sede de entrenamiento y de estadía de la selección húngara, la que entrenó en el Estadio Municipal. También en este recinto se jugó el Campeonato Nacional de Fútbol Amateur de 1996, en donde la selección de Rengo se adjudicó el trofeo.
El estadio fue remodelado entre febrero y agosto de 2013, contemplándose el mejoramiento de servicios higiénicos, trabajos de ornamentación en la zona de las tribunas, muros de cierre perimetral, reja olímpica, tablero electrónico y zona de casetas para medios de comunicación. En 2023, tras el ascenso de Deportes Rengo a la Segunda División Profesional, el estadio fue sometido a diversas mejoras.